# USS Kidd (DDG-993)
USS Kidd (DDG-993) — первый эскадренный миноносец типа «Кидд».
USS Kidd назван в честь американского контр-адмирала Второй мировой войны Исаака Кэмпбелла Кидда, погибшего 7 декабря 1941 года на борту линкора «Аризона» во время налёта на Пёрл-Харбор. Это второе судно ВМС США названное в честь Кидда (первое — USS Kidd (DD-661), ЭМ типа «Флетчер»).

## История создания
Строительство началось 26 июня 1978 года, согласно контракту, заключённому в 1974 году между шахом Ирана и американской фирмой «Litton Industries». Будущий корабль получил имя Куруш (англ. Kouroush, в честь персидского царя Кира II, правившего в VI век до н. э.
Но после падения шахского режима во время исламской революции 1978—1979 годов, конгресс США аннулировал этот заказ. 4 мая 1981 года USS Kidd был выкуплен для ВМС США, и 27 июня, в Паскагуле (Миссисипи), введён в эксплуатацию.

### Боевая служба
C 8 декабря 1982 года USS Kidd, под командованием Уильяма Дж. Флэнагана (англ. William J. Flanagan), служил в составе группы развёрнутой в Средиземном море и Индийском океане, после чего, 2 июня 1983 года прибыл на военно-морскую базу Норфолк. В сентябре 1983 года USS Kidd был удостоён почётного знака «E» (так называемая Battle «E» — от англ. Battle Effectiveness Award).
С 16 февраля по 29 апреля 1984 года USS Kidd принимал участие в отработке маневров, проходивших в рамках операции Объединённые усилия (англ. Operation United Effort).
Весной 1985 года Kidd пересёк Атлантику и с 30 мая по август, в составе шестошл флота, принимал участие в операциях в Чёрном море, и 2 октября вернулся в Норфолк.
В 1987 году USS Kidd принимает участие в операциях в Персидском заливе, где Kidd провел около десяти конвоев из кувейтских танкеров, из-за иранской угрозы шедших под американским флагом.
9 января 1991 года USS Kidd снова направляется в Персидский залив. Наряду с USS McInerney (FFG-8, фрегат УРО «Оливер Хазард Перри»), USS Kidd отправлен в поддержку операции «Буря в пустыне», во время которой эсминец занимался патрулированием, уничтожением морских мин. В помощь для выполнения этих задач, к уже имеющимся на борту двум SH-2, были добавлены два лёгких OH-58, тем самым увеличив авиацию USS Kidd до четырёх многоцелевых вертолётов. За участие в операциях «Щит в пустыне» и «Буря в пустыне» USS Kidd был удостоен очередной награды.
В декабре 1992 года Kidd был привлечен к операциям по борьбе с наркотиками в Южно-Американских водах, за что был удостоен очередной награды, которую вручил на торжественной церемонии отставной адмирал Исаак Кэмпбелл Кидд-младший, сын контр-адмирала Исаака Кэмпбелла Кидда, в честь которого USS Kidd и получил своё название.
В октябре 1994 года USS Kidd возглавляет «целевую группу 60» (CTF-60, от англ. Carrier Task Force), сформированную для охранения авианосца «Дуайт Эйзенхауэр». В задачи группы входили поддержка наложенного ООН эмбарго против Югославии (операция «Sharpguard»), контроль гпд воздушным пространством (операция «Запрет на полёты»), воздушная поставка гуманитарной помощи в Сараево (операция англ. Provide Promise).
В 1996 году USS Kidd, под командованием коммандера Джон Дж. Дэквиджа (англ. John J. Decavage), участвовал в операциях по пресечению наркоторговли в районе Карибского моря, после чего, 1 июня 1997 года USS Kidd возвращается в Норфолк.
12 марта 1998 года USS Kidd был выведен из состава ВМС США и зарезервирован на военно-морской базе Норфолк (Виргиния). На церемонии вывода присутствовал Исаак К. Кидд-младший. Последним командующим USS Kidd был коммандер Томас Р. Андресс (англ. Thomas R. Andress).

### Ки Лун класс
23 апреля 2001 года Президент США с Джордж Буш-младший санкционировал решение о продаже Тайваню всех четырёх эсминцев типа «Кидд» (в составе крупной партии американских вооружений, включающих так же 8 дизельных подводных лодок и 12 базовых патрульных самолетов P-3 «Орион») правительству Тайваня. USS Kidd был переименова в лёгкий эсминец УРО типа «Ки Лун» (англ. Kee Lung-class) — ROCS «Цзо Ин» (англ. Tso Ying) DDG-1803, и введён в состав ВМС Китайской Республики.
11 марта 2006 года USS Kidd, был доставлен на военно-морскую базу в Суао, что на северо-востоке острова Тайвань. 
ROCS Цзо Ин назван в честь крупнейшей военно-морской базы Тайваня, расположенной в районе Гаосюн. Изначально планировалось переименовать USS Kidd в Чи (англ. Chi), так как именно так на китайском языке выглядит транслитерация слова kidd.

## В культуре
- В романе американского писателя Тома Клэнси «Красный шторм» (1986 год), о  Третьей мировой войне между Варшавским Договором и НАТО, упоминается некий американский эсминец USS Kidd. Хотя этот корабль не фигурирует в основном сюжете, есть упоминание, что он сильно пострадал от советских противокорабельных ракет, во время сопровождения конвоя в Европу.